# Okres March
Okres March (německy Bezirk March) je jedním z okresů kantonu Schwyz ve Švýcarsku. Jeho sídlem je Lachen.
Území okresu zahrnuje jižní břeh Curyšského jezera a údolí Wägital.

## Seznam obcí
| Znak        | Název obce  | Počet obyvatel (31. 12. 2022) | Rozloha (km²) | Hustota zalidnění (obyv./km²) |
| ----------- | ----------- | ----------------------------- | ------------- | ----------------------------- |
| Altendorf   | Altendorf   | 7215                          | 20,41         | 354                           |
| Galgenen    | Galgenen    | 5342                          | 13,27         | 403                           |
| Innerthal   | Innerthal   | 180                           | 50,14         | 4                             |
| Lachen      | Lachen      | 9394                          | 2,44          | 3850                          |
| Reichenburg | Reichenburg | 4063                          | 11,55         | 352                           |
| Schübelbach | Schübelbach | 9595                          | 29,01         | 331                           |
| Tuggen      | Tuggen      | 3358                          | 13,51         | 249                           |
| Vorderthal  | Vorderthal  | 983                           | 27,97         | 35                            |
| Wangen      | Wangen      | 5489                          | 8,46          | 649                           |
| Celkem (9)  | Celkem (9)  | 45 619                        | 176,76        | 258                           |